# キャサリン・ボケナム (第8代バーナーズ女男爵)
第8代バーナーズ女男爵キャサリン・ボケナム（英語: Katherine Bokenham, 8th Baroness Berners、旧姓ナイヴェット（Knyvet）とハリス（Harris）、1658年8月13日洗礼 – 1743年11月29日）は、イングランド貴族。

## 生涯
法律上の第6代バーナーズ男爵ジョン・ナイヴェットとメアリー・ベディングフィールド（Mary Bedingfield、1713年4月18日没、サー・トマス・ベディングフィールドの娘）の娘として生まれ、1658年8月13日に洗礼を受けた。
1685年10月2日、ジョン・ハリス（John Harris、1686年9月没）と結婚したが、わずか1年で夫と死別した。1696年1月5日、リチャード・ボケナム（Richard Bokenham、1721年9月2日没）と再婚した。
先祖にあたる第2代バーナーズ男爵ジョン・バウチャーが1533年に死去すると、バーナーズ男爵の爵位は2人の娘メアリーとジェーン（1562年2月17日没）の間で保持者不在（abeyance）になった。1550年頃にメアリーが死去したことで、ジェーンが継承者になり保持者不在が解消されるはずだったが、ジェーンもその子孫も爵位継承を主張せず、法律上の第7代バーナーズ男爵でキャサリンの兄にあたるトマス・ナイヴェット（1693年没）が死去すると、爵位は姉妹エリザベスとキャサリンの間で保持者不在となった。その後、エリザベスの息子トマスが1711年に死去すると、キャサリンが継承者になった。1720年5月30日、貴族院は第2代バーナーズ男爵の死後の経緯を認め、キャサリンのバーナーズ男爵位への継承権を承認した。この貴族院裁定ではバーナーズ男爵が1550年頃から1720年まで休眠状態（dormant）にあるとされ、これにより第3代（ジェーン）から第7代（トマス）までの人物は法律上のバーナーズ男爵となった。
1743年11月29日に死去した。子女がおらず、爵位は父方の叔父トマスの子孫の間で保持者不在となった。保持者不在の状態は1832年5月7日に解消され、トマスの孫娘エリザベスの孫にあたるロバート・ウィルソンが爵位を継承した。